# Santa María (Boyacá)
Santa María es un Municipio situado en el sureste de la Provincia de Neira, en el Departamento de Boyacá, Colombia. Cuenta actualmente con 4.498 habitantes y tiene una temperatura de 24°C. Dista de Tunja 160 km.

## Toponima

##### Origen lingüístico[3]
- Familia lingüística: Indoeurope / Afroasiática
- Lengua: Latín / Hebreo

##### Significado
Santa es una expresión que proviene de la voz latina sanctus, que nombra lo sagrado, variación de sancio “inviolable”. Sanctus es una modificación del vocablo sak que genera los sentidos de “honrar, reverenciar, respetar, estimar, venerar, glorificar, hacer inviolable algo por un acto religioso, establecer de una manera inmutable, ordenar, decretar, sancionar”. Es una expresión que antiguamente nombró la acción de teñir con sangre de sacrificio a quienes purificaban sus pecados; esta práctica era llamada santi-santos”.
María es una expresión de orgien hebreo que nace en Egipto. Su forma hebrea es myriam-maryam que proceden del verbo marah "dominar". María sería la "señora" por su parentesco con el sutantivo arameo marya que significa "señor". En su origen egipcio este nombre proviene de la palabra mari-yam que representa a la "amada de yahvé".

##### Origen / Motivación
El nombre le fue dado a la población en homenaje a la Virgen María, la madre de Cristo, ya que los habitantes que conformaron el caserío a comienzos del siglo XX tenía inmensa devoción hacia la fe católica y a la Virgen María.

##### Nombres históricos
- Santa María de la Vega (1944)

## Historia

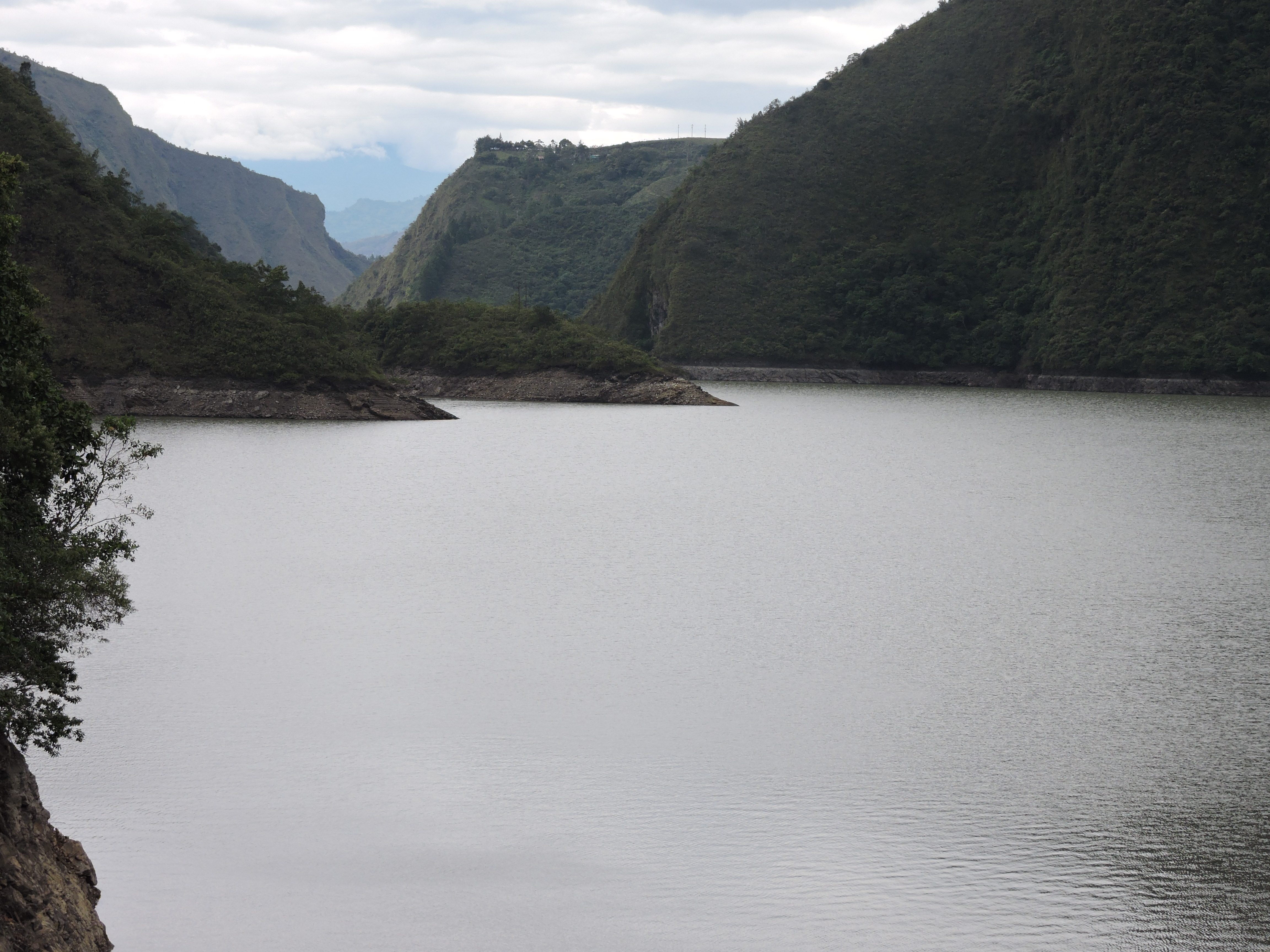
Represa del Chivor.

El Municipio se encuentra ubicado en el sitio llamado el "crucero" como llamaron por tradición popular el lugar que unía los dos caminos principales que existen en la región, uno que conduce a la región de San Luis de Gaceno - Horizontes y el otro a la región de Guavio.
En los años de 1920 habitaban allí Don Hipólito Daza y su esposa Amparo Holguín, dueños de la Hacienda la Argentina que comprendía lo que hoy es el casco urbano y tierras lejanas como Charco largo y parte de Nazareth, llegando colonos desde poblaciones como San Luis de Gaceno (vereda Horizontes), Sinaí, Chivor, Ubalá, Campohermoso, Macanal, Somondoco se inicia la presencia en el lugar de gentes en la región.
En la década de 1930 llega Samuel Gutiérrez y su esposa Tránsito Perilla, Miguel Perilla y su esposa Laura Campos quienes compran la propiedad a Don Hipólito Daza y se instalan sus familiares en los alrededores en predios la antigua hacienda, y con presencia ocasional de religiosos en eventos esporádicos de fe católica que se desplazaban desde Macanal, ya para 1940 se dio la venta a Don Marco Aurelio Perilla quien fortalece el lugar con administración del Municipio de Macanal.
En 1944, ya existía la población con un número importante de fieles y se consideró el ser llamado pueblo por el presbítero Jacinto Vega, párroco de Macanal, quien oficiaba misas los fines de semana y que con ayuda económica de sus habitantes Marco Aurelio Perilla, Justiniano Holguín, Rogelio Gamba, Gilberto Monroy, Genaro Granados, Dolores Salamanca, Federico Bonilla, Serveleón Alfonso y Víctor Vega se dio la fundación de Santa María de la Vega, bajo administración del municipio de Macanal.
En 1961 mediante la Ordenanza número 28 del 1 de diciembre de 1961 se separan sus territorios de Macanal y Almeida y se constituye como Municipio de Colombia.
A finales de la década de 1960 se dio la llegada de los primeros ingenieros para el proyectos hidroeléctricos de Chivor y Guavio, que incrementa sus habitantes con la llegada de trabajadores a la región para la construcción de las represas ya en 1970, 1980 ya con la partida del lugar de varias compañías en 1993 se da un proceso de estabilidad en su población.

## Geografía

### División administrativa
Está subdividido en dos corregimientos (Nazareth y Piedra Campana) y diecisiete veredas (Balcones, Calichana, Carbonera, Ceiba Chiquita, Ceiba Grande, Charco Largo, Culima, Guaduales, Hormigueros, Hoya Grande, La Victoria, Planadas, Retiro, San Agustín del Cerro, San Miguel, San Rafael y Vara Santa).

### Límites municipales
Santa María está delimitada por varios municipios de su departamento y al sur con Cundinamarca:
| Noroeste: Macanal | Norte: Límite entre Macanal y Campohermoso  | Nordeste: Campohermoso                                    |
| Oeste: Chivor     |                                             | Este: San Luis de Gaceno (Ruta Nacional 56) (Río Lengupá) |
| Suroeste: Chivor  | Sur: Ubalá (B) ( Cundinamarca) (Río Guavio) | Sureste: San Luis de Gaceno                               |

### Aspectos climáticos y fisiografía.
La cabecera municipal está situada a 850 metros sobre el nivel del mar, tiene una temperatura media de 24 grados centígrados y una precipitación media anual de 4282 milímetros. Las zonas de vida principales corresponden a los bosques muy húmedos tropicales, muy húmedos premontanos y muy húmedo montano bajo. En el territorio existen dos unidades fisiográficas principales de acuerdo al relieve: la primera montañosa, donde sobresalen las cuchillas Guanaque, Negro y Calichana, y la segunda con relieve más bajo que corresponde al piedemonte llanero.
Santa María posee dos tipos de suelos correspondientes a los de clima templado muy húmedo, en la parte noroccidental, y a los de clima cálido muy húmedo, en la parte suroriental. Ambos tipos de suelos son moderadamente evolucionados y profundos, con bajo contenido de bases y ricos en materia orgánica.

### Hidrografía
Su territorio está cursado por cinco ríos principales: Upía, Guavio, Lengupá, Chiquito y Batá.

## Economía

### Características socioeconómicas
Al principio sus habitantes se dedicaron al trabajo de aparcería y cultivo en la Hacienda la Argentina donde se daba la siembra de cultivos de yuca, plátano, que se intensificaron más cuando se llevó a la región la semilla del café y cacao presentes aún en la región con auge en los años cincuenta[3] con el activo comercio de productos en este corredor comercial muy a pesar de que su actividad agrícola es de sector primario, seguido del segundo sector que es la producción de energía con base en la construcción de la Represa del Chivor, quedando desde entonces el comercio general como de tercer orden además de actividad hotelera en turismo, restaurantes, y estación de servicio.
Recientemente se ha dado el fenómeno de fomento al turismo de observación en busca de participar en la dinámica de búsqueda de la conservación Ambiental por sus abundantes especies nativas bien conservadas que existen incentivados por la Universidad Nacional de Colombia y sus grupos de investigación, en continua visita que además contribuyen a la economía de la región con el usó de alojamientos, servicios y alimentación durante sus recorridos y en el fomento del turismo ecológico[5].
Los artrópodos de Santa María
Todos los grandes grupos que componen este importante filum del reino Animal, es decir arácnidos, miriápodos crustáceos e insectos, están representados en la región de Santa María. Además, existe una alta riqueza de artrópodos como consecuencia de tres importantes factores: la presencia de una diversidad hábitats naturales, la gran heterogeneidad climática y paisajística y la aparición de hábitats originados por las actividades humanas, que estimulan mecanismos de invasión reciente de especies (sinantropía). Basados en los estudios emprendidos en la región se conocen aproximadamente unas 400 especies y aunque no se tienen todavía estimativos definitivos, es muy posible que la riqueza de los Artropoda de Santa María supere las 1200 especies.
Llama la atención, de manera excepcional, la gran diversificación y representatividad de los arácnidos, aspecto que convierte a la región de Santa María en una de las pocas regiones del país en la cual se comprueba la existencia de especies pertenecientes a nueve de los once órdenes de arácnidos; en la mayoría de las localidades del país es frecuente el registro de especies pertenecientes a cuatro, cinco o excepcionalmente seis órdenes de este grupo. Quizás este caso represente un registro de riqueza local de Arachnida sin precedentes, no solo para Colombia, sino para el mundo. En Santa María los Arachnida comprende el 14.5% de la fauna artrópoda hasta hoy conocida (exceptuando los Acarina).
Los fauna de miriápodos de la región de Santa María alcanza un riqueza local de unas 18 especies, lo que significa un 4.5% de la fauna artropodiana hasta hoy conocida. Los macrocrustáceos es el grupo menos diversificado y representado en la región de Santa María, corresponde al 3% de toda la macrofauna artropodiana hasta hoy conocida. Los insectos representan el 78% de toda la artropofauna regional.

### Explotación agropecuaria
La explotación agropecuaria de Santa María, la más importante de su economía se basa en las siguientes actividades productivas:
Pecuaria, en la que la ganadería representa el más alto porcentaje de la explotación en el sector rural (cerca de un 56 por ciento) que se desarrolla en unas 18.266 ha de pastos.
Además de la producción de carne, la de leche es importante en este campo (en 2001, 26.555 litros diarios), ya que de ella se deriva la fabricación del queso, (11,4 toneladas mensuales).
Mercado del queso, sitio Las Bocas.
Avicultura, cerca de 7 mil aves se crían en granjas domésticas y galpones. La producción de huevo es comercializada en un 45 por ciento (aprox.) y el restante es para autoconsumo, mientras que la de carne solo se comercializa la criada en galpones (unos 1.800).
Piscicultura, desarrollada artesanalmente es otro renglón productivo que por las características de su cultivo es un atractivo turístico.
La UMATA local calcula que en 50 estanques los productores tienen sembrados (en 2002) cerca de 75 mil ejemplares de la variedad Cachama, mojarra y carpa roja.
Agricultura, ofrece una gran variedad de productos como yuca, maíz, plátano, cítricos, cacao, café, cuyo cultivo representa cerca de un 20 por ciento del total de ingresos de las familias campesinas. En esta área, para el turismo, son llamativos los procesos naturales de cultivo, mediante el uso de tecnologías limpias, con base en abonos y fertilizantes orgánicos. Además de las parcelas domésticas, se implementan, actualmente, granjas demostrativas logradas por jóvenes estudiantes de grados décimo y once del colegio Jacinto Vega, como parte de su proyecto de estudio.

## Movilidad
Entre las vías más importantes del municipio de Santa María se encuentran la vía alterna al Llano, que comunica a Bogotá con Yopal, la cual pasa por las represas hidroeléctricas del Sisga y Chivor y la vía departamental que lo comunica con Tunja. Durante la construcción de la represa de Chivor, se entregó la vía en el trayecto Las Juntas - Santa María, con 14 túneles que atraviesan la cordillera oriental antes del piedemonte llanero, Los túneles en orden son (vía en sentido Bogotá - Santa María): Túnel Las Juntas (200 m de longitud), Túnel Pozo Azul (290 m), Túnel El Infierno (488 m), Túnel El Volador (234 m), Túnel El Trapiche (90 m), Túnel El Ventarrón (612 m), Túnel El Salitre (634 m), Túnel El Polvorín (1640 m), Túnel La Esmeralda (400 m), Túnel La Presa (475 m), Túnel Pluma de Agua (770 m), Túnel La Cascada (420 m), Túnel Moya (350 m), Túnel Muros I (134 m), Túnel Muros II (350 m).